# 小行星7179
小行星7179（7179 Gassendi）是一颗绕太阳运转的小行星，为主小行星带小行星。该小行星于1991年4月8日发现。

## 轨道参数
小行星7179的轨道半长轴为2.9420150 UA，离心率为0.125。